# Азнавур, Седа
Патрисия «Седа» Азнаву́р (фр. Patricia "Seda" Aznavour; род. 21 мая 1947, Париж, Франция) — французская певица и актриса, дочь Шарля Азнавура.

## Биография
Родители Седы — певец и актёр Шарль Азнавур и его первая жена певица Мишлин Рюгель Фроментен. Седа родилась в Париже 21 мая 1947 года и была первым ребёнком в семье. Её родители развелись в 1952 году, а в 1956 году Шарль Азнавур женился во второй раз.
Седа Азнавур училась в армянском колледже в Париже, а также в музыкальных школах Жан-Люсье и Мати Альтер. В 1960-х она переехала в США. В 1966 году Седа дебютировала в кино, сыграв небольшую роль в фильме Пьера Гранье-Дефера «Париж в августе», главную роль в котором исполнил её отец. Она снялась также вместе с отцом в двух фильмах 1971 года «Львиная доля» и «Прекрасное чудовище».
Музыкальная карьера Седы Азнавур началась в 1970 году с выступлений на радио и телевидении. Азнавур заключила контракт со звукозаписывающей компанией Barclay Records, также представлявшей её отца. В 1972 году перешла к United Artists Records. В 1971 году вышел первый музыкальный альбом Седы, записанный совместно с нидерландским певцом Давидом Александром Винтером, вошедший в саундтрек фильма «Сапфо». В течение 1970-х она выпустила ещё семь альбомов. В 1980 году Седа провела совместный музыкальный тур с Люси Сароян, дочерью Уильяма Сарояна. В 1988 году она записала свой последний альбом с традиционными армянскими песнями, в записи которого принимал участие её отец. Всего дискография Седы Азнавур насчитывает девять альбомов. В 2010 году Седа записала с отцом ещё один дуэт, исполнив песню на армянском языке.
Седа Азнавур вышла замуж за парикмахера из Лос-Анджелеса Сэма Стокфиша. В 1978 году у них родилась дочь Лира, в 1983 году — сын Джейкоб. После рождения детей Седа значительно сократила творческую деятельность. Проживает в Калифорнии.

## Дискография
- 1971 — Rien Que Nous (Du Film «Sapho») — Barclay (совместно с Давидом Александром Винтером)
- 1971 — Peut-être…! — Barclay
- 1971 — Ma Facon De T’Aimer — Barclay
- 1972 — Les Champignons Hallucinogènes — Disc’Az
- 1973 — Suis Le Soleil — United Artists Records
- 1973 — Pour moi Toute Seule — United Artists Records
- 1974 — On Ne Valse Plus A Vienne / La Folle Musique — FTC
- 1974 — Les Marins — FTC
- 1988 — Chants Traditionnels Arméniens Made In U.S.A. — Trema

## Фильмография
- 1966 — «Париж в августе» / Paris au mois d’août
- 1971 — «Львиная доля» / La Part des lions
- 1971 — «Прекрасное чудовище» / Un beau monstre